# Diocese de Buxar
A Diocese de Buxar (Latim:Dioecesis Buxarensis) é uma diocese localizada no município de Buxar, no estado de Biar, pertencente a Arquidiocese de Patna na Índia. Foi fundada em 12 de dezembro de 2005 pelo Papa Bento XVI. Com uma população católica de 28.291 habitantes, sendo 0,2% da população total, possui 16 paróquias com dados de 2020.

## História
Em 12 de dezembro de 2005 o Papa Bento XVI cria a Diocese de Buxar através dos territórios da Diocese de Patna.

## Lista de bispos
A seguir uma lista de bispos desde a criação da diocese em 2005.
|                             | Nome                  | Período   | Notas                      |
| Bispos                      | Bispos                | Bispos    | Bispos                     |
| --------------------------- | --------------------- | --------- | -------------------------- |
| 3ª                          | James Shekhar         | 2023-     | Atual                      |
| 2º                          | Sebastian Kallupura   | 2009-2018 | Nomeado arcebispo de Patna |
| 1º                          | William D'Souza, S.J. | 2005-2007 | Nomeado arcebispo de Patna |
| Administradores apostólicos |                       |           |                            |
| 2º                          | Sebastian Kallupura   | 2018-2023 |                            |
| 1º                          | William D'Souza, S.J. | 2007-2009 |                            |